# Teungoh (Syamtalira Aron)
Teungoh is een bestuurslaag in het regentschap Aceh Utara van de provincie Atjeh, Indonesië. Teungoh telt 253 inwoners (volkstelling 2010).